# Arnaud Essindi Sengui
Arnaud Essindi Sengui (ur. 19 września 1989) – kameruński zapaśnik walczący w stylu wolnym. Brązowy medalista mistrzostw Afryki w 2014 i ósmy w 2009 roku.